# 광릉가게거미
광릉가게거미(학명: Alloclubionoides coreanus)는 거미목 가게거미과 광릉가게거미속에 속하는 거미의 일종이자 해당 속의 모식종이다. 1992년 백갑용이 발견하여 학계에 등재했다.